# 15899 Silvain
15899 Silvain este o planetă minoră (asteroid), cu un diametru de 2,544 km, din centura de asteroizi. A fost descoperită pe 3 septembrie 1997 la observatoire de Bédoin⁠(d) de Pierre Antonini⁠(d). 
Obiectul prezintă o orbită caracterizată de o semiaxă mare de 2,1996938 UAi, o excentricitate de 0,09, o înclinație de 2,3283 ° în raport cu ecliptica.